# Tomasz Adamiec
Tomasz Adamiec, né le 13 avril 1982 est un judoka polonais.

## Palmarès

### Jeux olympiques
- Jeux olympiques de 2012 à Londres (Royaume-Uni) :
  - Qualifié
- Jeux olympiques de 2008 à Pékin (Chine) :
  - Participation

### Championnats d'Europe
- Championnats d'Europe 2007 à Belgrade (Serbie) :
  -  Médaille de bronze en moins de 66 kg.